# Клара Закопалова
Клара Закопалова (чеш. Klára Koukalová рођена Коукалова 24. фебруар 1982. у Прагу) је чешка професионална тенисерка.
Први већи турнир одиграла је 1998. године, а 1999. је дебитовала у професионалној конкуренцији. Исте године је у Алкмару освојила свој први ИТФ турнир у појединачној конкуренцији. До данас је освојила 2 ВТА и 6 ИТФ турнира појединачно. У игри парова освојила је један турнир. Најбољи пласман на ВТА листи имала је 6. марта 2006. када је била на 27. месту.
Играла је за репрезентацију Чашке Републике у Фед купу од 2002. до 2004. и 2006. године. Такмичила се на Олимпијским играма у Атини 2004.
Клара се 6. јула 2006, удала за чешког фудбалера Јана Закопала.

### Пласман на ВТА листи на крају сезоне
| Година  | 1988. | 1999. | 2000. | 2001. | 2002. | 2003. | 2004. | 2005. | 2006. | 2007. | 2008. | 2009. | 2010. | 2011. | 2012. |
| Пласман | 708   | 479   | 183   | 138   | 120   | 62    | 46    | 36    | 125   | 63    | 75    | 95    | 41    | 41    |       |

## Резултати Кларе Закопалове

### Победе појединачно (2)
| Бр. | Датум    | Турнир                          | Катего- рија | Наградни фонд $ | Подлога      | Противница         | Резултат      |
| --- | -------- | ------------------------------- | ------------ | --------------- | ------------ | ------------------ | ------------- |
| 1   | 13/06/05 | Хертохенбос опен, Схертогенбосх | III          | 170000          | Трава (отв.) | Луција Шафаржова   | 3-6, 6-2, 6-2 |
| 2   | 19/09/05 | Словенија опен, Порторож        | IV           | 140000          | Тврда (отв.) | Катарина Среботник | 6-2, 4-6, 6-3 |

### Порази у финалу појединачно (7)
|   | Датум    | име и место турнира        | Кат. | ($)    | Терен        | Противник        | Резултат          |
| - | -------- | -------------------------- | ---- | ------ | ------------ | ---------------- | ----------------- |
| 1 | 14/05/01 | Бенелукс опен, Антверпен   | V    | 110000 | Земља (отв.) | Барбара Ритнер   | 6-3, 6-2          |
| 2 | 08/07/02 | m, Казабланка              | V    | 110000 | Земља (отв.) | Патриција Вартуш | 5-7, 6-3, 6-3     |
| 3 | 28/07/03 | Сопот опен, Сопот          | III  | 300000 | Земља (отв.) | Ана Смашнова     | 6-2, 6-0          |
| 4 | 14/06/04 | Ордина опен, Схертогенбосх | III  | 170000 | Трава (отв.) | Мери Пирс        | 7-6 (8-6), 6-2    |
| 5 | 09/08/04 | Сопот опен, Сопот          | III  | 300000 | Земља (отв.) | Флавија Пенета   | 7-5, 3-6, 6-3     |
| 6 | 18/07/05 | Турнир у Палерму, Палермо  | IV   | 140000 | Земља (отв.) | А. М. Гаригес    | 6-4, 6-0          |
| 7 | 11/02/08 | Cachantun Cup, Виња дел Мар             | III  | 200000 | Земља (отв.) | Флавија Пенета   | 6-4, 5-4, предаја |

### Победе у игри парова (1)
| Бр. | Датум   | Турнир        | Катего- рија | Наградни фонд $ | Подлога | Противници             | Партнерка             | Резултат      |
| --- | ------- | ------------- | ------------ | --------------- | ------- | ---------------------- | --------------------- | ------------- |
| 1   | 12/6/11 | Схертогенбосх | III          | 170000          | Трава   | Д. Цибулкова Ф. Пенета | Б. Захлавова-Стрицова | 7-5, 4-6, 6-3 |

### Порази у финалу у игри парова (1)
| Бр. | Датум    | Турнир             | Катего- рија | Наградни фонд $ | Подлога      | Противници                | Партнерка     | Резултат      |
| --- | -------- | ------------------ | ------------ | --------------- | ------------ | ------------------------- | ------------- | ------------- |
| 1   | 17/09/01 | Бел челенџ, Квебек | III          | 170000          | Тврда (зат.) | Саманта Ривс А. С. Занети | Алена Вашкова | 7-5, 4-6, 6-3 |

## Учешће наГренд слемтурнирима

### Појединачно
| Година | Аустралијан Опен | Аустралијан Опен | Ролан Гарос | Ролан Гарос    | Вимблдон | Вимблдон     | Ју-Ес Опен | Ју-Ес Опен   |
| ------ | ---------------- | ---------------- | ----------- | -------------- | -------- | ------------ | ---------- | ------------ |
| 2003   | 3 коло           | Меган Шонеси     | 1 коло      | Тина Писник    | 1 коло   | Д. Хладкова  | 1 коло     | Аранча Пара  |
| 2004   | 1 коло           | А. Смашова       | 2 коло      | А. Смашова     | 2 коло   | Ај Сугијама  | 1 коло     | Ф. Скјавоне  |
| 2005   | 2 коло           | Лиса Рејмонд     | 2 коло      | А. Чакветадзе  | 1 коло   | Лора Гренвил | 1 коло     | Ванја Кинг   |
| 2006   | 1 коло           | Ј. Бичкова       | 1 коло      | Татјана Гарбин | 1 коло   | Н. Вајдишова | 1 коло     | Л. Девенпорт |
| 2007   | 1 коло           | Саманта Стосур   | -           | -              | -        | -            | 1 коло     | С. Кузњецова |
| 2008   | 1 коло           | Сје Су Веи       | 2 коло      | Емили Лоа      | 1 коло   | У. Радвањска | -          | -            |

## Учешће уФед купу
детаљи:fedcup.com